# Ülő lány – Jarmila
Jan Hána (1927-1994) 1958-ban faragott alkotását 1965-ben állították fel jelenlegi helyén, a Kampa parkban. 1977-ben feújították.
A művész fiatal korában rajongott Karel Hynek Mácha (1810-1836) Május című lírai költeményéért. A megtörtént eseményeken alapuló műben szerepel Jarmila, aki a tóparton ülve várja kedvesét.
Hána többször is fölkereste a vers helyszínéül szolgáló és Prágától 70 kilométerre északra lévő Mácha-tó (Máchovo jezero) partján álló Jarmila-sziklát (Jarmilina skála), hogy ihletet kapjon művéhez. Az 1958-ban elkészült szobrot mindezek ellenére nem Mácha-tó partján állították fel, hanem a Moldva partján egy árnyas ligetben. Ott a gyakori árvizek kikezdték a művet, amit ezért 1965-ben áthelyezték a Kampa parkba, majd 1977-ben fölújították.